# EXPV 1
『EXPV 1』（イーエックスピーブイ ワン）は、EXILEの1枚目のミュージック・ビデオ集である。2002年3月20日にrhythm zoneから発売。2006年3月1日に再発。

## 収録曲
1. Your eyes only 〜曖昧なぼくの輪郭〜
2. Style
3. Fly Away